# Emil Sutovsky
Emil Sutovsky, né le 19 septembre 1977, est un grand maître international d'échecs israélien. C'est l'un des nombreux grands maîtres nés dans la ville de Bakou, en Union soviétique, comme Garry Kasparov, Teimour Radjabov et Vladimir Akopian.
Au 1er décembre 2019, il est le numéro 3 israélien et le 113e joueur mondial avec un classement Elo de 2 642 points.
Il est nommé en novembre 2018, directeur général de la FIDE, poste qu'il occupe actuellement.
Il a présidé de janvier 2012 à décembre 2018 l'Association of Chess Professionnals.

## Principaux succès

### Tournois internationaux
Sutovsky a gagné :
- le Championnat du monde d'échecs junior à Medellín en 1996 :
- le tournoi d'échecs de Hoogeveen en 1997  (en surclassant Judit Polgar, Loek van Wely et Vassily Smyslov) ;
- l'open de l'île de Man en 1998 et 1999 ;
- le tournoi de Hastings 2000 (devant Alekseï Dreïev et Jonathan Speelman).
- le Festival d'échecs de Gibraltar 2005 ;
- l'Open Aeroflot de Moscou 2005 ;
- l'open du festival d'échecs de Bienne 2015 ;
- le tournoi d'échecs de Poïkovski (tournoi Karpov) 2017.

### Champion d'Europe
En 2001, il remporte le meilleur résultat jamais obtenu par un joueur israélien en gagnant le titre de champion d'Europe d'échecs à Ohrid en Macédoine, alors qu'il n'était classé au début du tournoi que 35e sur 204 participants (dont 143 grands maîtres).

### Championnats du monde FIDE et coupes du monde
| Année | Lieu                             | Résultat       | Ultime adversaire    | Adversaires battus                    |
| ----- | -------------------------------- | -------------- | -------------------- | ------------------------------------- |
| 1997  | Groningue                        | premier tour   | Gildardo García      |                                       |
| 2000  | New Delhi                        | premier tour   | Igor-Alexandre Nataf |                                       |
| 2001  | Moscou                           | troisième tour | Vassili Ivantchouk   | Alonso Zapata, Francisco Vallejo Pons |
| 2005  | Khanty-Mansiïsk (coupe du monde) | troisième tour | Étienne Bacrot       | Hicham Hamdouchi, Artiom Timofeïev    |
| 2007  | Khanty-Mansiïsk (coupe du monde) | premier tour   | Zhou Jianchao        |                                       |
| 2009  | Khanty-Mansiïsk (coupe du monde) | premier tour   | Zhou Weiqi           |                                       |
| 2011  | Khanty-Mansiïsk (coupe du monde) | troisième tour | Vassili Ivantchouk   | Ievgueni Vorobiov, Laurent Fressinet  |